# Sphaenorhynchus planicola
Espèce
Synonymes
- Hyla planicola Lutz & Lutz, 1938

Statut de conservation UICN

 LC  : Préoccupation mineure
Sphaenorhynchus planicola est une espèce d'amphibiens de la famille des Hylidae.

## Répartition
Cette espèce est endémique du Brésil. Elle se rencontre jusqu'à 100 m d'altitude dans la forêt atlantique des États de Rio de Janeiro, de Bahia et d'Espírito Santo.

## Publication originale
- Lutz & Lutz, 1938 : On Hyla aurantiaca Daudin and Sphoenorhynchus Tschudi and on two allied Hylae from south-eastern Brazil. Anais da Academia Brasileira de Ciências, vol. 10, p. 175-194.